# Wismes
Wismes és un municipi francès situat al departament del Pas de Calais i a la regió dels Alts de França. L'any 2007 tenia 511 habitants.

## Demografia

### Població
El 2007 la població de fet de Wismes era de 511 persones. Hi havia 180 famílies de les quals 28 eren unipersonals (8 homes vivint sols i 20 dones vivint soles), 48 parelles sense fills, 96 parelles amb fills i 8 famílies monoparentals amb fills.
La població ha evolucionat segons el següent gràfic:
Habitants censats

### Habitatges
El 2007 hi havia 198 habitatges, 182 eren l'habitatge principal de la família, 9 eren segones residències i 7 estaven desocupats. 193 eren cases i 2 eren apartaments. Dels 182 habitatges principals, 168 estaven ocupats pels seus propietaris, 13 estaven llogats i ocupats pels llogaters i 1 estava cedit a títol gratuït; 1 tenia una cambra, 6 en tenien dues, 9 en tenien tres, 36 en tenien quatre i 130 en tenien cinc o més. 141 habitatges disposaven pel capbaix d'una plaça de pàrquing. A 67 habitatges hi havia un automòbil i a 100 n'hi havia dos o més.

### Piràmide de població
La piràmide de població per edats i sexe el 2009 era:
| Homes | Edats   | Dones |
| ----- | ------- | ----- |
| 0     | 95 o +  | 0     |
| 0     | 90 a 94 | 8     |
| 0     | 85 a 89 | 4     |
| 4     | 80 a 84 | 0     |
| 16    | 75 a 79 | 4     |
| 16    | 70 a 74 | 12    |
| 20    | 65 a 69 | 16    |
| 8     | 60 a 64 | 8     |
| 8     | 55 a 59 | 8     |
| 4     | 50 a 54 | 8     |
| 0     | 45 a 49 | 4     |
| 12    | 40 a 44 | 8     |
| 40    | 35 a 39 | 20    |
| 24    | 30 a 34 | 28    |
| 24    | 25 a 29 | 20    |
| 0     | 20 a 24 | 4     |
| 16    | 15 a 19 | 4     |
| 44    | 10 a 14 | 32    |
| 24    | 5 a 9   | 40    |
| 20    | 0 a 4   | 8     |

## Economia
El 2007 la població en edat de treballar era de 334 persones, 250 eren actives i 84 eren inactives. De les 250 persones actives 225 estaven ocupades (139 homes i 86 dones) i 25 estaven aturades (9 homes i 16 dones). De les 84 persones inactives 24 estaven jubilades, 30 estaven estudiant i 30 estaven classificades com a «altres inactius».

### Ingressos
El 2009 a Wismes hi havia 192 unitats fiscals que integraven 540 persones, la mediana anual d'ingressos fiscals per persona era de 16.322 €.

### Activitats econòmiques
Dels 13 establiments que hi havia el 2007, 1 era d'una empresa de fabricació d'altres productes industrials, 6 d'empreses de construcció, 1 d'una empresa de comerç i reparació d'automòbils, 1 d'una empresa d'hostatgeria i restauració, 2 d'empreses immobiliàries, 1 d'una entitat de l'administració pública i 1 d'una empresa classificada com a «altres activitats de serveis».
Dels 6 establiments de servei als particulars que hi havia el 2009, 1 era un taller de reparació d'automòbils i de material agrícola, 1 paleta, 1 fusteria, 1 lampisteria, 1 empresa de construcció i 1 restaurant.
L'any 2000 a Wismes hi havia 31 explotacions agrícoles que ocupaven un total de 882 hectàrees.

## Equipaments sanitaris i escolars
El 2009 hi havia una escola elemental integrada dins d'un grup escolar amb les comunes properes formant una escola dispersa.

## Poblacions més properes
El següent diagrama mostra les poblacions més properes.